# 坂東尚樹
坂東 尚樹（ばんどう なおき、1957年12月12日 - ）は、日本の男性声優である。北海道旭川市出生、函館市出身。日本俳優連合会員。

## 経歴
中学校から高校時代は北海道函館市に住んでいた。
北海道から上京して法政大学文学部日本文学科（夜間部）に進学したが、親が出してもらっていた授業料を劇団青年座俳優養成所夜間部につぎ込み、2年で中退。
俳優になりたいと思い、劇団青年座俳優養成所本科卒業後、劇団新人会に所属。しかし体格的に小さいと舞台では見劣りして、なかなか良い役がもらえなかったという。
声優の仕事を始めたきっかけは心の奥底に「学歴コンプレックス」があり、「どうせ声優向けの発声とかをちゃんと習ったことがない劇団上がりですよ」という拗ねた気持ちが残っていたという。
舞台公演中、音響効果を手伝っており、音に対する興味が深まって声優活動に繋がることになった。声優をしていた劇団の先輩が知り、「音響が得意ならやってみるか？」と声をかけてくれたという。
その頃、テレビアニメ『シティーハンター』が放送開始し、毎週大量に悪い男役が登場するため、頭数が必要で、ほぼ毎週収録に呼んでもらえるようになったという。1991年にオーディションに合格して『太陽の勇者ファイバード』のガードスター役で初レギュラー。
九プロダクション創立メンバー、マウスプロモーション、リベルタ、ALBAを経て、現在プロダクション・エースに所属。週に一度の声の仕事が入ると、二か月間の舞台公演などはスケジュールに入れづらくなり、「両立は難しい」と思っていた時に決心して声優事務所に移籍したという。
2011年より、声優塾「シャベルテック」を開設して後進の指導も行っている。

## 人物・特色
音域は基本D# - G、ファルセットでEまで。
方言は北海道弁（函館弁、東北弁可）。
様々な役を演じている名脇役。
自分が携わった作品が、テレビで放送されるのを観るのも好きで、自分の演技を見て納得したり反省してみたり、人がうまく演じているのを見てくやしがったり、2012年時点では子供のように一喜一憂しているという。
趣味・特技は写真、DTMを少々、ボイスサンプル録音。

## 出演
太字はメインキャラクター。

### テレビアニメ
1984年
- 魔法の天使クリィミーマミ（タカシ）

1987年
- エスパー魔美（畑の持ち主、中学生B、会場係員、客 他）
- シティーハンター（1987年 - 1991年、観客A、ファン、部下、レポーター、隊員 他） - 4シリーズ
- プロゴルファー猿（二期生(3)、二期生(2)）

1988年
- 美味しんぼ（南副編集長、ディレクター）

1989年
- おぼっちゃまくん（1989年 - 1992年、おまわりさん、雨傘差高、名乗出、ミッシェル、先生 他）
- 機動警察パトレイバー（整備員）
- チンプイ（男A、ちり紙交換、兵 他）
- ビリ犬なんでも商会（ディレクター、工員）
- YAWARA!（1989年 - 1992年、清さん、善さん、富士子の父 他）

1990年
- オバタリアン（司会者）
- 八百八町表裏 化粧師（久六、番頭）

1991年
- 機甲警察メタルジャック（警視庁幹部）
- 絶対無敵ライジンオー（ヘビメタ男）
- それいけ!アンパンマン（1991年 - 1998年、パトカー、やきいもまん〈2代目〉）
- 太陽の勇者ファイバード（1991年 - 1992年、ガードスター）
- ドラえもん（テレビ朝日版第1期）
- 21エモン（1991年 - 1992年、ミリオネヤ星人D、レポーター、刑事B、男、小池さん、植物A、客B、農夫、レポーター、レポーターA、ガイドボイス、通行人A、モアモア星人A、海賊B）
- 燃えろ!トップストライカー（ニーノ・ビアンキ、グローリア選手）
- 横山光輝 三国志（1991年 - 1992年）

1992年
- 緊急発進セイバーキッズ
- クレヨンしんちゃん（1992年 - 2024年、団羅座也〈2代目〉、石坂純一、久米宏、メケメケX、イグアナ大臣ズビズバ 他）
- 大草原の小さな天使 ブッシュベイビー（アズカン、カンカリ）
- 地球SOS それいけコロリン（江古再生）
- ツヨシしっかりしなさい（石井）
- フランダースの犬 ぼくのパトラッシュ（コック）
- ママは小学4年生（TVアナ、男子生徒たち、よっぱらい、祖父、村人B、助監督 他）
- 笑ゥせぇるすまん（男A）

1993年
- 蒼き伝説シュート!（司会者）
- 機動戦士Vガンダム（オーティス・アーキンズ、フサーク）
- 疾風!アイアンリーガー（インサイド・ロガシー、ヒドウ、メッケル、レッド、スーパーヘッド）
- ジャングルの王者ターちゃん（アレン）
- 超電動ロボ 鉄人28号FX（レフト）
- 忍たま乱太郎（足軽、侍、武将、キノコ山の山賊・弟、忍者 他）
- ミラクル☆ガールズ（吉村教授）

1994年
- 赤ずきんチャチャ（ガロック、ケンちゃん）
- 機動武闘伝Gガンダム（ギターの老人、部下B、黒服、クルー2、防衛隊員1）
- 魔法陣グルグル（タテジワ隊長）
- ママレード・ボーイ（記者）
- レッドバロン（ソドム、ガードマンA、コンピューター・シグマ、秘書）

1995年
- 黄金勇者ゴルドラン（1995年 - 1996年、ジェットシルバー、スターシルバー、ドリルシルバー、シルバリオン / ゴッドシルバリオン、ファイヤーシルバー）
- 獣戦士ガルキーバ（技師）
- スレイヤーズ（審査員A）
- ナースエンジェルりりかSOS（宇崎宙、ダークジョーカー、カリティ）
- バーチャファイター（客A）

1996年
- こどものおもちゃ（前田さん、鈴木先生、津、タランタール監督、師範代）
- 名犬ラッシー（老人）
- 勇者指令ダグオン（千住〈シュラ〉）

1997年
- 剣風伝奇ベルセルク（1997年 - 1998年、オーウェン）
- 中華一番!（料理人A、主人）
- 超魔神英雄伝ワタル（1997年 - 1998年、ジンババ、ジジ、スリーピーの父）
- はいぱーぽりす（無駄神係長）
- YAT安心!宇宙旅行（部下）

1998年
- 浦安鉄筋家族（大沢木金鉄、牛松虎五郎）
- おじゃる丸（佐藤館長）
- 男はつらいよ 〜寅次郎忘れな草〜（隣人）
- Night Walker -真夜中の探偵-（富良野、演出家、医師、ブリード）
- MASTERキートン（警官）
- ロスト・ユニバース（じいちゃん）

1999年
- イソップワールド（イチョウ、サンマオの父）
- ゴクドーくん漫遊記（パルミット国王）
- 星方天使エンジェルリンクス（将軍）
- トラブルチョコレート（オロロンバー）
- ベターマン（案内人、オフィサー、教授）
- ルパン三世 愛のダ・カーポ〜FUJIKO'S Unlucky Days〜（医師A）

2000年
- アルジェントソーマ（御用学者B）
- 風まかせ月影蘭（才蔵）
- サイバーシックス（フィクストたち）
- 真・女神転生デビチル（2000年 - 2001年、バス運転手、ミライの父、ゼブル）
- だぁ!だぁ!だぁ!（校長先生）
- ファーブル先生は名探偵（エドワード）
- 陽だまりの樹（村田蔵六、岡崎、ワーグマン、役人、軍医A 他）
- ルパン三世 1$マネーウォーズ

2001年
- キャプテン翼（2001年 - 2002年、北詰監督）
- スターオーシャンEX（シャイゼン）
- 逮捕しちゃうぞ SECOND SEASON（仙台四郎）
- ヒカルの碁（篠田院生師範、村瀬九段 他）
- ポケットモンスター（テンマ）

2002年
- アソボット戦記五九（フォワード）
- Witch Hunter ROBIN（所長）
- NARUTO -ナルト-（2002年 - 2006年、ガトー、花月藤平）
- 陸上防衛隊まおちゃん（徳川徳三郎）

2003年
- 出撃!マシンロボレスキュー（水島純一郎、水道橋光、局長）
- シンデレラボーイ（支配人、ネロ）

2004年
- アガサ・クリスティーの名探偵ポワロとマープル（クロチェット / シンプソン）
- かいけつゾロリ（山田サンタ）
- ジパング（宇垣纏）
- MADLAX（ナイマン）
- 無人惑星サヴァイヴ（タコ）
- 名探偵コナン（2003年 - 2014年、本山正治、社員、神辺敏夫、天藤英樹）
- レジェンズ 甦る竜王伝説（長老ネズミ）

2005年
- ギャラリーフェイク（アントニオ、館長）
- MONSTER（ヤナチェク）
- ロックマンエグゼBEAST（2005年 - 2006年、ゾアノダークマン）

2006年
- 格闘美神 武龍（剛力） - 2シリーズ
- コードギアス 反逆のルルーシュ（泉）
- 彩雲国物語（2006年 - 2008年、茶太保、茶鴛洵、羽羽） - 2シリーズ
- プレイボール2nd（言問高監督）
- よみがえる空 -RESCUE WINGS-（森本博文）

2007年
- CLAYMORE（宿屋の主人）
- しゅごキャラ!（姫野幸太郎）
- 人造昆虫カブトボーグ V×V（中島社長）
- D.Gray-man（アルフォンス･クラウス）
- 鉄子の旅（旅のおじさん）
- MOONLIGHT MILE 1stシーズン -Lift off-（野口）

2008年
- GUNSLINGER GIRL -IL TEATRINO-（モロ警部）

2009年
- こばと。
- バトルスピリッツ 少年激覇ダン（老異界王）

2010年
- SDガンダム三国伝 Brave Battle Warriors（水鏡ガンタンク）

2011年
- 機動戦士ガンダムAGE（バルガス・ダイソン）
- ドラえもん（テレビ朝日版第2期）（新社長、モーツァルト、タッつぁん、ポチ）
- バトルスピリッツ ブレイヴ（長老）

2012年
- 宇宙兄弟（福田直人）
- GON -ゴン-（カメロン）
- 戦国コレクション（ヘンリー黒苔）
- NARUTO -ナルト- 疾風伝（ガトー）
- バトルスピリッツ ソードアイズ（マサムネ）
- HUNTER×HUNTER（第2作）（ボドロ）

2014年
- ヒーローバンク（加狩町留利）
- 妖怪ウォッチ（2014年 - 2023年、じんめん犬、グレるりん、ロボニャン / ロボニャンF型、わすれん帽、ナガバナ、赤鬼、青鬼、黒鬼、ナレーション、ナガバナナ、オオクワノ神、ダイヤニャン / ブラックダイヤニャン、ザンバラ刀、ネクラマテング、あまのじゃく、プライ丼、おれリュウ、矢良瀬古里無、なぞトキ、ふじのやま、ミツマタノヅチ、ゴクドー、ぎしんあん鬼、ズルズルづる、アニ鬼、クワノ武士、ダラケ刀、サンデーパパ、かぜカモ、いばる〜ん 他） - 3シリーズ

2015年
- カード・バトルZERO（ロジャーソン校長）
- ポケットモンスター XY（オワゾー）

2016年
- バトルスピリッツ ダブルドライブ（老神官）

2017年
- ALL OUT!!（長田）
- タイムボカン24（ラムズフェルド）
- 夏目友人帳 陸（北本の父）
- 将国のアルタイル（門兵）

2018年
- 妖怪ウォッチ シャドウサイド（2018年 - 2019年、ロボニャンOO、マグロドン / ホンマグロ大将、トウマの父、シブメン犬、セミロング）

2019年
- デート・ア・ライブIII（シンプソン）
- ワンパンマン（ムカデ長老）
- 私、能力は平均値でって言ったよね!（商会長）

2020年
- ドロヘドロ（ケムリ屋の店主）
- ジビエート（松本上善）
- GREAT PRETENDER（裁判長）

2021年
- ましろのおと（梅園学園長）
- 憂国のモリアーティ（ジョナサン・スモール）

2022年
- 邪神ちゃんドロップキックX（牧場主）
- SPY×FAMILY（ブランツ）

2023年
- The Legend of Heroes 閃の軌跡 Northern War（キーディス）
- REVENGER（長崎奉行）
- 呪術廻戦 懐玉・玉折/渋谷事変（老齢呪詛師）
- アンデッドガール・マーダーファルス（マイクロフト・ホームズ）
- ゾン100〜ゾンビになるまでにしたい100のこと〜（モブじい1）

### 劇場アニメ
1987年
- バツ&テリー（選手4）
- ルパン三世 風魔一族の陰謀（風魔D）

1989年
- ドラえもん のび太の日本誕生（村人B）
- ファイブスター物語（男E）

1990年
- シティーハンター ベイシティウォーズ（兵士A）
- ドラえもん のび太とアニマル惑星（男A）

1992年
- 21エモン 宇宙いけ! 裸足のプリンセス（ピエロ）

1993年
- クレヨンしんちゃん アクション仮面VSハイグレ魔王（スタッフA）

1994年
- クレヨンしんちゃん ブリブリ王国の秘宝（警備兵1）
- 平成狸合戦ぽんぽこ（狸）

1995年
- クレヨンしんちゃん ヘンダーランドの大冒険（TVキャスター）

1996年
- ドラゴンクエスト列伝 ロトの紋章（村人）
- ハーメルンのバイオリン弾き（住民）
- ブラック・ジャック 劇場版（ロジャー・シーゲル）
- 魔法陣グルグル 劇場版（タテジワB）

1997年
- 栄光へのシュプール -猪谷千春物語-（片桐匡）
- ジャングル大帝（マック）

1998年
- ウルトラニャン2 ハッピー大作戦（ゴエモン）

2005年
- 劇場版 甲虫王者ムシキング グレイテストチャンピオンへの道

2010年
- おまえうまそうだな

2014年
- 映画 妖怪ウォッチ 誕生の秘密だニャン!（ロボニャン、じんめん犬、グレるりん、ヨミテング）

2015年
- 映画 妖怪ウォッチ エンマ大王と5つの物語だニャン!（ロボニャンF型）

2016年
- 映画 妖怪ウォッチ 空飛ぶクジラとダブル世界の大冒険だニャン!（ロボニャンF型 / アルティメットロボニャン）

2017年
- 映画 妖怪ウォッチ シャドウサイド 鬼王の復活（トウマの父）

2018年
- 映画 妖怪ウォッチ FOREVER FRIENDS（黒鬼SP）

2020年
- 劇場版BEM〜BECOME HUMAN〜（コリンズ）

### OVA
1988年
- 機甲猟兵メロウリンク

1990年
- 暗黒神話（目の細い男）
- THE八犬伝（里見義成）
- 天外魔境 自来也おぼろ変（男B）
- 名探偵ハンギョドン（ペンギンB）

1991年
- 機動戦士ガンダム0083 STARDUST MEMORY（兵士、パイロット、連邦高官B）
- 静かなるドン
- 創竜伝

1993年
- ザ・コクピット（歩兵）
- ぼくの地球を守って（男B）

1994年
- 銀河英雄伝説（ヴェルナー）
- 疾風!アイアンリーガー 銀光の旗の下に（1994年 - 1995年、メッケル、ロガシー）
- 装甲騎兵ボトムズ 赫奕たる異端（テオ八世）
- ドラえもん のび太と未来ノート（ロボット）
- ハローキティのアルプスの少女ハイジII クララとの出会い（牧師）

1995年
- ブラック・ジャック（助監督）
- 妖精姫レーン

1996年
- KI・ME・RA（兵A、男A）
- 魔法使いTai!（TV中継）
- すすめ!ゴジランド ゴジラとあそぼう たしざん（ゴジラ〈実写〉）
- すすめ!ゴジランド ゴジラとあそぼう ひきざん（ゴジラ〈実写〉）

1997年
- フォトン（村長、商人、砂族A）

1998年
- 新・男樹（木戸）
- 新世紀GPXサイバーフォーミュラSIN（アオイ社長）

2001年
- KIZUNA -絆- 恋のから騒ぎ（暮林ママさん）

2016年
- 機動戦士ガンダム THE ORIGIN（トレノフ・Y・ミノフスキー） - 2019年に再編集作品『THE ORIGIN 前夜 赤い彗星』テレビ放送

2019年
- 鬼灯の冷徹（綿津見） - コミックス第29巻DVD付き限定版

### Webアニメ
- 幕末機関説 いろはにほへと（2006年、覇多冥風、新門辰五郎）

### ゲーム
1991年
- ラングリッサー（ニコリス、兵士）

1992年
- YAWARA!

1993年
- 藤子不二雄Aの笑ゥせぇるすまん（部下A、警官、金髪）

1994年
- YAWARA!2

1995年
- ドラえもん 友情伝説ザ・ドラえもんズ（ガンマンB）

1997年
- FADE TO BLACK（コンラッド・B・ハート）
- 竜機伝承2（ガディス・ズィーベント）
- ロックマンDASH 鋼の冒険心（警部、警官、ワイリー）

1998年
- 新世代ロボット戦記ブレイブサーガ（ガーディオン、ゴッドシルバリオン）
- ロストチルドレン（漁師）

1999年
- 火魅子伝〜恋解〜（重然）
- ロードオブモンスターズ（ヴッコ）※PlayStation版

2000年
- アリス イン ナイトメア
- ブレイブサーガ2（ガーディオン、ゴッドシルバリオン）
- 立体忍者活劇 天誅 弐（蛇）

2001年
- 暴れん坊プリンセス（ゼニア、ココの父、ゼッツォ僧院・導師）
- シェンムーII
- スタートリングアドベンチャーズ 空想3×大冒険（ナット）
- ボクと魔王（ナレーション）※PlayStation 2版

2002年
- ルパン三世 魔術王の遺産（テオドール）

2003年
- 侍道2（浪人西野）
- NARUTO -ナルト- ナルティメットヒーロー（ガトー）
- バテン・カイトス 終わらない翼と失われた海（ラリクシ）
- マックスペイン（ヴィニー・ゴニッチ）

2004年
- サクラ大戦V EPISODE 0〜荒野のサムライ娘〜（チェンバー・ウェストウッド）
- 3年B組金八先生 伝説の教壇に立て!（神崎武則）
- True Crime
- ブラッディロア4（ロン）

2005年
- スター・ウォーズ エピソード3/シスの復讐（グリーヴァス将軍、ニモーディアン補佐官、ヌート・ガンレイ）
- 忍道 戒（蛮族、商人）
- 天地の門（ウゾウ、ムゾウ）
- ワンダと巨像（エモン）

2006年
- 格闘美神武龍（剛力）
- サウンドノベル・ポータブル かまいたちの夜2 特別篇（小林二郎）

2007年
- SDガンダム GGENERATION（2007年 - 2011年、機関長〈0083〉、スマシオンクルー〈クロスボーン〉、オーティス・アーキンズ、バルガス・ダイソン） - 3作品
- CRYSIS（兵士）
- ジェットインパルス
- ひぐらしのなく頃に 祭
- レインボーシックス ベガス

2010年
- スプリンターセル コンヴィクション（副大統領）

2011年
- KILLZONE 3（ジェイソン・ネビル）

2012年
- NARUTO -ナルト- 疾風伝 ナルティメットストームジェネレーション（ガトー）
- バイオハザード リベレーションズ（クエント・ケッチャム）

2013年
- Dragon's Dogma: Dark Arisen（エリシオン）
- 妖怪ウォッチ（じんめん犬、ミツマタノヅチ、おぼろ入道、魔界議長イイカモネ・ソウカモネ 他）

2014年
- 妖怪ウォッチ2 元祖/本家/真打（じんめん犬、グレるりん、ロボニャン / ロボニャンF型、プライ丼、ダイヤニャン、赤鬼、青鬼、黒鬼 他）

2015年
- 妖怪ウォッチバスターズ 赤猫団/白犬隊（ロボニャン / ロボニャンF型、ロボニャン28号、じんめん犬、グレるりん、ミツマタノヅチ、イカカモネ議長、プリズンブレイカー 他）
- 妖怪ウォッチ ぷにぷに

2016年
- 妖怪三国志
- 妖怪ウォッチ3 スシ/テンプラ/スキヤキ（ザ・シャーク、エル・シャクレロ、ゼロ博士、Dr.カゲムラ、いばる〜ん、おくらいり、おひとり様、おれリュウ、サンデーパパ、なぞトキ 他）

2017年
- 妖怪ウォッチバスターズ2 秘宝伝説バンバラヤー ソード/マグナム（アレ・バッチーノ、ロボニャン3000、八つ裂鬼 他）

2018年
- 妖怪三国志 国盗りウォーズ

2019年
- 妖怪ウォッチ4 ぼくらは同じ空を見上げている / 4++（グレるりん、じんめん犬、ロボニャン、ホンマグロ大将 / マグロドン 他）
- 妖怪ウォッチ1 for Nintendo Switch（じんめん犬、三途の犬、ダラケ刀、ザンバラ刀、クワノ武士 他）

2020年
- エンゲージソウルズ（ロンチャン）

2021年
- 妖怪ウォッチ1 スマホ（じんめん犬、三途の犬、ダラケ刀、ザンバラ刀、クワノ武士 他）

2022年
- コードギアス 反逆のルルーシュ ロストストーリーズ

### ドラマCD
- 嵐のあと（佐藤部長）
- Weiß kreuz Dramatic Collection III Kaleidoscope Memory（三田村）
- 黄金勇者ゴルドラン
  - 総天然色CD大活劇「ワルター・ワルザックの大冒険」（ゴッドシルバリオン、ジェットな男、ドリルな男、ファイヤーな男、新聞勧誘員）
  - CDサウンド・ムービー・ショウ 華麗な探偵 ワルザック・ブラザーズ〜死神の逆位置（ゴッドシルバリオン）
- 音盤物語 八雲立つ 巻之参（審判、男）
- KEY THE METAL IDOL RADIO PROGRAM #1「友だち」（担任）
- CLAMP学園 怪奇現象研究会事件ファイル（教授の同僚、警備委員、侵略者、先生、老人）
- 彩雲国物語 番外編ドラマCD（茶太保）
- CDドラマ NaNa（司会者）
- Sneaker CD Collection されど罪人は竜と踊る（モルディーン・オージェス・ギュネイ）
- 世紀末★ダーリンII（社長秘書）
- 東京魔人学園剣風帖外伝（警官）
- ハッピータイム（三枝）
- ひなたの狼 新撰組綺談（清河八郎）
- ぼく、オタリーマン。（ム○ゴロウさん）
- 創竜伝（藍采和）

### 吹き替え

#### 俳優
- ジェレミー・ピヴェン
  - セレンディピティ（ディーン・カンスキー）
  - トゥー・フォー・ザ・マネー（ジェリー・サイクス）
  - 天使のくれた時間（アーニー）

#### 映画
- 愛がこわれるとき ※テレビ朝日版
- アイ・スパイ
- 青い棘
- アニマル・ファクトリー（ロンの父〈ジョン・ハード〉）
- アバウト・ア・ボーイ
- アリー/ スター誕生（ジェイク〈ロン・リフキン〉[19]）
- 暗殺の瞬間
- 嵐の眼（ショーン・ディロン〈ロブ・ロウ〉）
- 1969（スコット〈キーファー・サザーランド〉）
- イン・アメリカ/三つの小さな願いごと（パポ）
- インモラル女医（フレディ〈チック・ヴェネラ〉）
- エイリアン3（グレゴール）※DVD完全版
- X-メン（トード〈レイ・パーク〉）※ビデオ版
- X-MEN2（ナイトクローラー〈アラン・カミング〉[20]）※テレビ朝日版
- 男と女の不都合な真実（ラリー〈ジョン・マイケル・ヒギンズ〉）
- オペラ座の怪人（ポリニー）
- カンフー・ハッスル（董志華〈ドン・ジーホウ〉）
- キャプテン・フィリップス（通信士官）
- クイック&デッド ※テレビ朝日版
- クリムゾン・タイド ※日本テレビ版
- クロコダイルの涙（ロッシュ巡査部長〈ジャック・ダヴェンポート〉）
- 刑事ニコ/法の死角（トマシーノ神父〈ヘンリー・ゴディネズ〉）※テレビ朝日版
- 恋とニュースのつくり方
- ゴーン・ベイビー・ゴーン（ブッバ〈スレイン〉）
- ゴンゾ宇宙に帰る（サンディ〈ロブ・シュナイダー〉）
- コンタクト（リチャード・ランク〈ロブ・ロウ〉）※テレビ東京版
- ザ・コア ※テレビ朝日版
- ザ・メキシカン（レンタカー店員〈カルロス・ラカマラ〉）
- シー・オブ・ラブ ※テレビ朝日版・テレビ東京版
- G-SAVIOUR（ティム・ハロウェイ〈ピーター・ウィリアムズ〉）
- 十二夜（セバスチャン〈スティーヴン・マッキントッシュ〉）
- ジョーズ ※TBS版
- 侵入者2（ブルックス〈ヒュー・サックス〉）
- スクリーマーズ（ロス〈チャールズ・パウエル〉）※VHS版
- スタートレックシリーズ
  - スタートレック（ヒカル・カトウ〈ジョージ・タケイ〉）※LD版の追加録音分・DVD版
  - スタートレックII カーンの逆襲（ヒカル・カトウ〈ジョージ・タケイ〉）※LD版の追加録音分・DVD版
  - スタートレックIII ミスター・スポックを探せ!（ヒカル・カトウ〈ジョージ・タケイ〉）※LD版の追加録音分・DVD版
  - スタートレックIV 故郷への長い道（ヒカル・カトウ〈ジョージ・タケイ〉）※DVD版
  - スタートレックV 新たなる未知へ（ヒカル・カトウ〈ジョージ・タケイ〉）※DVD版
  - スタートレックVI 未知の世界（ヒカル・カトウ〈ジョージ・タケイ〉）※DVD版
- SPIRIT（ノン・ジンスン〈ドン・ヨン〉）
- スペース・カウボーイ（ガーソン〈青年〉〈ビリー・ウォーリー〉）
- スペース・ジャム（マグシー・ボーグス）
- ストーム・キャッチャー（スパークス〈ミストロ・クラーク〉）
- スリープウォーカーズ
- 絶体×絶命 ※テレビ朝日版
- セブン ※フジテレビ版・テレビ東京版
- 戦場のピアニスト
- ターミネーター ※テレビ東京版
- ダニエル・スティール/愛のカレイドスコープ・訣別の微笑（ルーク）※テレビ東京版
- 007 カジノロワイヤル (1967年の映画)（ジミー・ボンド〈ウディ・アレン〉）※2016年新録版
- 007 ダイ・アナザー・デイ（ミスター・チャン〈ホ・イー〉）※テレビ朝日版
- ダンク・ブラザース/脱線ファンにご用心（テッド・ヘニソン〈スコット・ローレンス〉）
- ツイステッド
- デッド・カーム/戦慄の航海
- トゥモローランド（理科の教師[21]）
- ドクター・ドリトル（ラット〈ジョン・レグイザモ〉）※ソフト版
  - ドクター・ドリトル2
- トラブル・イン・ハリウッド（ディック〈ジョン・タトゥーロ〉）
- トランス（フランシス・ルメートル〈マーク・ポルティモア〉）
- ドリームキャッチャー（ビーバー）
- ドラッグストア・カウボーイ（刑事〈ジェームズ・レマー〉）
- トリプルX ※ビデオ版
- トレマーズ3（アンドリュー・メルリス博士〈バリー・リビングストン〉）※VHS版
- ナショナル・トレジャー
- ナショナル・トレジャー リンカーン暗殺者の日記
- ニューヨーク・ミニット（マックス・ロマックス〈ユージン・レヴィ〉）
- ニルヴァーナ（眼科医〈ジギオ・アルバルティー〉）
- ネイビー・シールズ ※テレビ朝日版
- ネバー・セイ・ダイ（ウェバー〈ウィリアム・アームストロング〉）
- ノーマ・ジーンとマリリン（エディ・ジョーダン〈ジョシュ・チャールズ〉）
- ノック・オフ ※テレビ東京版
- ハードロック・ハイジャック（ピップ〈アダム・サンドラー〉）
- ハイランダー3/超戦士大決戦（タカムラ〈ダニエル・ドゥー〉）※ビデオ・BD版
- 陪審員 ※日本テレビ版
- 背徳捜査線 パッション・オブセッション（トニー・ポールソン）
- パウダー（ジョン・ボックス〈ブラッドフォード・テイタム〉）
- ハッピィブルー
- パンサー
- ハードロック・ハイジャック
- 必殺処刑コップ（ジェフ・パワーズ〈ルー・ダイアモンド・フィリップス〉）※VHS版
- 羊たちの沈黙 ※VHS版
- ヒトラー 〜最期の12日間〜（ハンス・クレープス陸軍参謀総長〈ロルフ・カニース〉）
- プーと大人になった僕（ジャイルズ〈マーク・ゲイティス〉[22]）
- フォーリング・ダウン ※ビデオ版
- フォレスト・ガンプ/一期一会（ブラック・パンサー）※日本テレビ版
- ブラック・ドッグ（ビンス）※日本テレビ版
- プレデター2 ※テレビ朝日版
- ブロンド・ライフ
- 暴走特急（スコッティ〈ジョナサン・バンクス〉）※テレビ朝日版
- ポゼスト 狂血（ヴィンセント〈ウド・キア〉）
- ボウリング・フォー・コロンバイン（マット・ストーン）
- ボブ・ロス: 楽しいアクシデント、裏切りと欲（ボブ・ロス）
- マイケル
- マグノリア（ソロモン・ソロモン〈アルフレッド・モリーナ〉）
- マトリックス（タンク）※ビデオ版
- マレーナ
- 身代金 ※日本テレビ版
- モーターサイクル・ダイアリーズ（アルベルト・グラナード）
- モディリアーニ 真実の愛（フォスター・ケイン〈ランス・ヘンリクセン〉）
- ラストダンス
- ランダウン ロッキング・ザ・アマゾン ※ビデオ版
- 霊幻道士6/史上最強のキョンシー登場!!
  - 霊幻道士7/ラスト・アクション・キョンシー
- レーザーホーク（ボブ〈マーク・ハミル〉）
- レジョネア 戦場の狼たち（レグロス）※ビデオ版
- ロック、ストック&トゥー・スモーキング・バレルズ（ディーン〈ジェイク・エイブラハム〉）
- ワープ トゥ ヘル（マーロ博士〈ジェームズ・ソボル・ケリー〉）
- ONCE ダブリンの街角で（リード〈ゲリー・ヘンドリック〉）
- パリス・ヒルトン in HOLLYWOOD☆SCANDAL（叔父のアール〈デヴィッド・キース〉）

#### ドラマ
- iCarly（セオドア・ウィルキンズ）
- アリー my Love（ボブ）
- アンフォゲッタブル 完全記憶捜査（アダム・ギルロイ〈オマール・ミトゥワリー〉）
- ER緊急救命室
  - シーズン1 #15（学生〈シシル・クルップ〉）
  - シーズン2（ラウル〈カルロス・ゴメス〉）
  - シーズン6 #3（ルイジ〈ドン・ヴィクター・チステルニーノ〉）
  - シーズン7 #11（ムーニー〈ケヴィン・デュランド〉）
  - シーズン10（スタンレー〈ミッチ・ハラ〉）
  - シーズン12 #5（トミー・ボネッティ〈ケビン・グライクマン〉）
  - シーズン15 #16（トレント・マロリー〈デビッド・エイゲンバーグ〉）
- WITHOUT A TRACE/FBI 失踪者を追え! 第2シーズン#6（スコット・モーゲンズ）、第3シーズン #13（捜査官）
- 宇宙大作戦（ヒカル・カトウ〈ジョージ・タケイ〉、グリーン）※デジタルリマスター版DVD追加録音
- ウルトラマンパワード（フェントン）
- 女弁護士ロージー・オニール（ハンク・ミッチェル〈ドリアン・ヘアウッド〉）
- 恐竜家族（カイル）
- クリミナル・マインド3 FBI行動分析課 #15（ロニー〈ジョン・エドワード・リー〉）
- GRIMM/グリム
- 刑事ジョー パリ犯罪捜査班
- 刑事スタスキー&ハッチ（“ヒョロ松”ハギー・ベア〈アントニオ・ファーガス〉）※DVD追加録音
- コウラン伝 始皇帝の母（范雎〈タン・ジエンチャン〉[23]）
- ゴシップガール（ロマン〈ウィリアム・アバディー〉）
- ザ・ホスピタル（ワン主任〈ダニー・ダン〉）
- ザ・ホワイトハウス（ヘイズ、コンロイ〈ボブ・モリッシー〉）
- 三国志演義（孟獲）
- 事件記者コルチャック（ロン・アップダイク〈ジャック・グリンナージ〉）※DVD追加録音
- The Brink/史上最低の作戦（マーティン〈ロブ・ブライドン〉）
- CSI:2 科学捜査班（ジョー・ベイカー）
- 13日の金曜日（ジョニー・ベンチュラ〈スティーブン・モナーク〉）
- シークエスト（マック〈デヴィッド・マルシアーノ〉）
- ジョーイ（ザック〈ミゲル・A・ヌネス・ジュニア〉）
- 新アウターリミッツ（コリー・アイザックス 他）
- スピン・シティ（アラン・ダーショヴィッツ弁護士〈本人〉）
- DALLAS/スキャンダラス・シティ シーズン2（ゲイリー・ユーイング〈パトリック・ダフィ〉）
- 孫子兵法
- そりゃないぜ!? フレイジャー（ノエル〈パトリック・カー〉）
- デスパレートな妻たち7
- 24 -TWENTY FOUR-（チャールズ・ローガン大統領〈グレゴリー・イッツェン〉）
- PERSON of INTEREST 犯罪予知ユニット
- ハロー!スーザン（ルイス・リベラ〈ネスター・カーボネル〉）
- ブログ犬 スタン（キャンプ男）
- ポリティカル・アニマルズ
- 名探偵モンク2
- ヤングライダーズ（牧師）
- レイ・ドノヴァン ザ・フィクサー（テリー・ドノヴァン〈エディ・マーサン〉）
- LOST（ランディ〈ビリー・レイ・ガリオン〉）
- ロックフォードの事件メモ（ビーマー）※VHS版追加収録部分
- ロー&オーダー（ロニー・ブルックス〈ブラッドリー・ウォルシュ〉）
- ワイヤー・イン・ザ・ブラッド〜地の桎梏〜（トニー・ヒル教授〈ロブソン・グリーン〉）

#### アニメ
- おさるのジョージ（レジナルド）
- イカボードとトード氏
- クマの魚釣り（ハンフリー）※BVHE版
- ザ・ペンギンズ from マダガスカル（アーチャー）
- シャーク・テイル
- シュレック3
- スター・ウォーズ/クローン・ウォーズ (テレビアニメ)（シブ・カネイ）
- タンタンの冒険
- ドナルドと腹ペコグマ（ハンフリー）※BVHE版
- トムとジェリー スパイ・クエスト（ジン博士）
- トムとジェリー テイルズ
- バットマン
- バットマン:ブレイブ&ボールド（ドクター・シヴァナ）
- パワーパフガールズ（ルー・ガブリアス）
- ピンクパンサー（ホンスマティー博士 他）
- ヘラクレス（ヘルメス）

#### 人形劇
- きかんしゃトーマス 魔法の線路（スプラッター）

### 特撮
- 忍風戦隊ハリケンジャー（2002年、災厄忍者カンガルーレットの声）

### ナレーター
- 宣戦布告 DVD特典映像

### テレビドラマ
- 木曜の怪談「怪奇倶楽部」（クラスターの声、1996年、フジテレビ）
- 新・木曜の怪談（1996年、フジテレビ）
- 総理と呼ばないで（1997年、フジテレビ）

### ボイスオーバー
- BS世界のドキュメンタリー（NHK BS1）
- カラフル! 〜世界の子どもたち〜「ぼくはカウボーイ・レスラー」（2016年、NHKワンセグ2）

### CM
- タカラ 白銀合体シルバリオン / 超白銀合体ゴッドシルバリオンCM

### その他コンテンツ
- Britannia News Network（ルネマリー・アトランコ）※ウルティマオンラインの公式サイト上で配信されている動画・音声コンテンツ。

### シリーズ一覧
1. ↑  第1作（1987年）、第2作『2』（1988年）、第3作『3』（1989年 - 1990年）、第4作『'91』（1991年）
2. ↑  第1期（2006年）、第2期『REBIRTH』（2006年）
3. ↑  第1期（2006年 - 2007年）、第2期（2007年 - 2008年）
4. ↑  『妖怪ウォッチ』（2014年 - 2018年）、『妖怪ウォッチ!』（2019年）、『妖怪ウォッチ♪』（2021年 - 2023年）
5. ↑  『SPIRITS』（2007年）、『WARS』（2009年）、『3D』（2011年）